# Maurice Farman
Maurice Alain Farman (21. března 1877 – 25. února 1964) byl francouzský automobilový závodník, letec, konstruktér a výrobce letadel. Narodil se v Paříži anglickým rodičům. Maurice Farman a jeho bratři Richard Farman a Henri Farman byli důležitými průkopníky evropského letectví.
Maurice a jeho bratr Henri se nejprve stali šampióny v tandemové cyklistice. Maurice poté začal závodit s automobilem Panhard, se kterým v roce 1901 vyhrál Grand Prix de Pau, první závod, který byl kdy nazýván Velkou cenou. V květnu 1902 zvítězil v závodě Circuit du Nord z Paříže do Arrasu a zpět. Ve stejném roce se také účastnil závodu z Paříže do Vídně, ve kterém zvítězil Marcel Renault.
Brzy nato se soustředil na motorové létání a v roce 1909 vytvořil řadu vytrvalostních a rychlostních rekordů. Začal také se stavbou nových typů letadel. Například Japonsko licenčně vyrobilo několik jeho letounů, které sloužily z nosiče hydroplánů Wakamija Maru. Tyto letouny provedly 5. září 1914, v průběhu bitvy o Tsingtao, první nálet námořních letounů v historii. V roce 1912 Maurice Farman spojil svou firmu s továrnou svého bratra Henriho, aby tak vytvořil důležitého leteckého výrobce Farman.
Maurice Farman zemřel v Paříži v roce 1964, zajímavostí je, že nikdy nevlastnil žádnou pilotní licenci.